# Кнапгейс, Мойше
Мойше Кнапгейс (идиш משה קנאפהייס‎ — Мойше Кнапхейс; 18 августа 1910, Варшава — 25 января 1992, Буэнос-Айрес) — еврейский поэт и прозаик.
Публиковался в еврейской периодической печати Польши и Латвии. Как участник подпольного коммунистического движения был арестован в Польше, провёл зиму 1939 года в трудовом лагере в Белостоке, с наступлением нацистов бежал в СССР, жил в Алма-Ате. В 1946 году репатриировался в Польшу, откуда в 1948 году выехал в Париж и в 1952 году поселился в Аргентине.
Опубликовал три сборника стихов в довоенные годы в Польше, два сборника стихов (1940, 1941) и прозу (1946) в Советском Союзе, ещё по одному сборнику после возвращения в Польшу (1948) и в Париже (1951). Играл важную роль в еврейской литературной жизни Аргентины. В 1960—1961 годах вышел его двухтомный роман «А йингл фун Варше» (Мальчик из Варшавы). Переложил на современный идиш средневековую еврейскую эпическую поэму Бове-бух (1507) Элии Левиты (1969).
На русский язык стихотворения Мойше Кнапгейса переводила Марина Цветаева.

## Книги
- מגילת-ייד: לידער, באלאדן, פאָעמען (Еврей свитков). Варшава: Дос Найе Лебн, 1948[5].
- לבנה־קריכער (Лунные ползуны, поэмы). Париж: Джойнт, 1951.
- 100 סאָנעטן (Сто сонетов). Буэнос-Айрес: Илустриртэ литэраришэ блэтэр, 1957.
- א יינגל פון ווארשע (Мальчик из Варшавы, роман). В 2-х томах. Буэнос-Айрес: Илустриртэ литэраришэ блэтэр, 1960 и 1961.
- באלאדעס פון מיין חרובער היים (Баллады моего разрушенного дома). Буэнос-Айрес: Илустриртэ литэраришэ блэтэр, 1968.
- עשרה הרוגי־מלכות אין ווארשעווער געטא (Десять казнённых мудрецов в Варшавском гетто). Буэнос-Айрес: Илустриртэ литэраришэ блэтэр, 1968.
- בבא-בוך (Buovo d’Antona). Буэнос-Айрес: ИВО, 1969.
- בָבא־בוך: ראָמאן אין פערזן (Бовэ-Бух: роман в стихах). Буэнос-Айрес: Илустриртэ литэраришэ блэтэр, 1970.
- װידערשטאַנד און אױפֿשטאַנד (Выдержка и восстание: стихи, проза, драма; антология). Составитель М. Кнапхейс. Буэнос-Айрес: ИВО, 1970.
- Moises Knapheys, Wolf Bresler. גאלדענער בוך פון ײדישן ארגענטינע (Золотая книга еврейской Аргентины). Буэнос-Айрес: Идишланд, 1973.
- די געשיכטע פון א בוך א פליט (История книги-беженки). Буэнос-Айрес: Идишланд, 1976.
- גוף און נשמה אין קינסטלערישן װערק (Плоть и душа в художественном произведении: литературные эссе и штудии). Буэнос-Айрес: Идишланд, 1978.
- Lejenda Franz Kafka: en el centenario de su nacimiento. Буэнос-Айрес: Идишланд, 1987.
- Idisch: el alma del pueblo judío. Буэнос-Айрес: La Asociación pro Cultura Judía, 1988.